# Wolf Justin Hartmann
Wolf Justin Hartmann (* 22. Oktober 1894 in Marktbreit; † 30. August 1969 in München) war ein deutscher Abenteurer, Schriftsteller und Offizier in beiden Weltkriegen. Sein Spitzname für Freunde und die wenigen Verwandten, zu denen er Kontakte pflegte, war "Hadschi" (als Anspielung auf seinen Kriegsdienst in der osmanischen Armee). Mit diesem Namen unterschrieb er sehr zahlreiche persönliche Widmungen in seinen Büchern. Es gibt allerdings keinen Hinweis darauf, dass Hartmann jemals in Mekka war.

## Leben

### Schulzeit, Erster Weltkrieg, Studium, Seefahrt, Südamerika
Hartmann besuchte zunächst das „Alte Gymnasium“ in Würzburg, später das Wilhelmsgymnasium in München (Abitur 1915), wohin die Familie verzogen war.
Im Ersten Weltkrieg diente Hartmann als Kriegsfreiwilliger als Mannschaftsdienstgrad und Unteroffizier im Deutschen Asienkorps und kämpfte als Verbindungsoffizier in der Osmanischen Armee in Palästina gegen die britischen Commonwealth-Truppen. Daraus entstand die 1935 erschienene Erzählung Durst. Er geriet im September 1918 in Gefangenschaft, die er in einem Lager in Ägypten verbrachte. Ende 1919 wurde er entlassen und kam im November nach München zurück. Das Erlebnis der Gefangenschaft verarbeitete er später in seinem Drama Stacheldraht und in Erzählungen wie zum Beispiel Im Dorn.
Nach seiner Entlassung studierte er unter anderem in München und wurde 1923 in Erlangen mit einer Arbeit über Die Grundlagen des Völkerbundes zum Dr. jur. promoviert, danach schrieb er nach einer Kurzbiographie seines Freundes Bernd Poieß aus dem Jahre 1949 erste „Feuilletons in Münchner Zeitungen“; er schlug sich aber auch mit Arbeit auf Bauernhöfen durch. Er konnte sehr gut mit Pferden umgehen. Wahrscheinlich diente er zumindest zeitweise in einen Freikorps. Mitte der 1920er Jahre heuerte er auf einem Schiff an und lebte schließlich einige Jahre in Südamerika.

### Schriftsteller
Bereits aus dem „Urwald von Misiones“ hatte er nach einer Verlagsnotiz „anlässlich einer Novelle“ den Albert Langen Verlag kontaktiert. Es handelte sich um die erste, in Ich-Form geschriebene Fassung von Das Papageiennest, dessen Manuskript im Münchner Monacensia Literaturarchiv erhalten ist, weil Hartmann es dem Münchner Stadtarchivar Hans Ludwig Held geschenkt hatte. Als erstes Werk erschien 1931 bei Langen jedoch Fäuste! Hirne! Herzen!, dann 1935 eine kleine Sammlung seiner Kriegserzählungen, schließlich 1938, nach der Übernahme des Langen-Müller Verlags durch die Hanseatische Verlagsanstalt Hamburg in jener, sein erster großer Bucherfolg, Durst. Dabei handelte es sich um eine erheblich erweiterte Version einer bereits im Mai 1935 erschienenen gleichnamigen Novelle. Sie hatte den größten Teil einer Sonderausgabe "Junge deutsche Dichter" der Süddeutschen Monatshefte eingenommen (Heft 8, 32. Jahrgang). Näheres siehe unter "Hauptwerk".
Seine Erlebnisse auf See verarbeitete Hartmann, der ein genauer, detailversessener Beobachter war und seine Werke mit akribischen Notizen vorbereitete, zu seinem größten schriftstellerischen Erfolg vor 1945, Mann im Mars: "Ein herrliches, ein einzigartiges, ein einmaliges Buch!" (Leipziger Neueste Nachrichten) jubelte das Feuilleton Es wurde noch nach dem Krieg in Seefahrtsschulen im Unterricht verwendet. 1964 beschrieb es Georg Schneider als "rauschhaftes Lied um Wind und Meer". 2009 erinnerte sich Wolfram Klövekorn, Absolvent der Hamburger Steuermannsschule, in seiner Autobiographie Wer nie sein Brot als Moses aß an Hartmanns Werk als ein Buch, das "äußerst realistisch von Leben und Arbeit auf einem Segelschiff" erzähle. Hartmann sei für ihn "einer der ganz wenigen, die über die Seefahrt schrieben, ohne diese romantisch zu verklären, sondern auch ihre Härten, Schwierigkeiten und Entbehrungen schildern". 1942 gehörte Mann im Mars mit den gleichzeitig erschienen Auf den Marmorklippen von Ernst Jünger (beide Autoren erreichten die Druckfahnen zur Korrektur ihrer Bücher bereits in Uniform auf dem Felde) zu den beiden erfolgreichsten Büchern der Hanseatischen Verlagsanstalt.

### Zweiter Weltkrieg
Im Zweiten Weltkrieg meldete er sich als 45-Jähriger freiwillig zum Dienst im Lehrregiment Brandenburg z. b. V. 800 und diente unter dem befreundeten Kommandeur Major Friedrich Wilhelm Heinz (später einer der wenigen Überlebenden aus dem Kreis der konservativen Hitler-Gegner um Admiral Wilhelm Canaris). Der gefälschte Ausweis, mit dem Heinz nach seiner vorübergehenden Festnahme nach dem 20. Juli 1944 untertauchte und bis Kriegsende in Gartenhäusern und Kellern mit Hilfe der Berliner Widerstandsgruppe Onkel Emil überlebte, lautete auf den Namen "Major Hartmann". Hartmann wurde in beiden Weltkriegen mehrfach verwundet und trug unter anderem einen türkischen Orden aus dem Ersten Weltkrieg sowie beide Eisernen Kreuze aus dem Ersten Weltkrieg und deren Wiederholungsspangen aus dem Zweiten Weltkrieg.

### Schriftsteller, Hörfunk- und Sachbuchautor nach 1945
Nach 1945 konnte er mit einer wesentlich erweiterten Fassung seiner "Urwaldgeschichte" Das Papageiennest noch einmal an seine Vorkriegserfolge anknüpfen. Die 1952 erschienene, gekürzte Jugendausgabe gehörte zu den meistgelesenen Jungenbüchern der 1950er Jahre. Hartmann schrieb zahlreiche weitere Südamerika-Erzählungen (z. B. Der Massenmörder von Mato Grosso (Auszug aus dem Papageiennest), Der Weihnachtsritt, Der Bayo). Seine möglicherweise erste, die heitere Lügengeschichte Die rätselhafte Furche, war am 2. Juli 1933 gekürzt in der satirischen Zeitschrift Simplicissimus erschienen (38. Jg., Nr. 14, Seiten 5 f.)
Hartmann schrieb fast immer aus eigenem Erleben. Sein letzter Roman, Das Spiel an der Sulva, in dem er diesem Grundsatz untreu wurde, geriet 1956 zu einem Misserfolg, während seine authentischen Schilderungen der Bergwelt im Roman gelungen sind (Hartmann liebte es, mit seinen Freunden, etwa aus dem Kreis der Horváth-Brüder, die Bergwelt zu durchstreifen, z. B. das Wettersteingebirge). Zwar erschien im Jahre 1958 noch eine spanische Übersetzung des Spiels an der Sulva doch literarisch wurde es dann still um ihn.
Schon der vorletzte Roman, Ein Glanz lag über der Stadt, eine reife Hommage auf das untergegangene Würzburg sowie Hartmanns Jugend in Marktbreit am Main und Würzburg, konnte trotz bemerkenswert eindrücklicher und vielgelobter Szenen — ein Auszug, Catilina, erschien zum Beispiel als eigenständige Erzählung in dem bis in die 1990er Jahre in fast jeder öffentlichen Bücherei vorhandenen Sammelband Wir plaudern aus der Schule (1954; Hg.: Wilhelm Kayser) — an die zuvor gewohnten Auflagenhöhen nicht mehr anknüpfen.
Konsequent stellte Hartmann das Schreiben von Belletristik darauf vollständig ein, wurde vor allem Hörfunkautor und schrieb mehr als 200 Rundfunkmanuskripte, vor allem für Schulfunksendungen des Süddeutschen Rundfunks und des Bayerischen Rundfunks, außerdem Beiträge für Sachbücher wie Jugend der Welt. Biographische Erzählungen aus den Jugendjahren berühmter Männer und Frauen (1961; Hg.: Hermann Gerstner). Auch zwei Schiffsreisen nach Westafrika 1962 und 1964 thematisierte er für Rundfunksendungen. Allerdings wurde auch einiges aus den 1930er Jahren wieder neu veröffentlicht, zum Beispiel erschienen in der Oberösterreichischen Zeitung in Fortsetzungen seine Südamerika-Erzählung Die Jararaca sowie Als Gott seine Hand auf ihn legte, letztere unter dem Titel Der alte Jude. 1967, bereits erkrankt, konnte er noch ein Sachbuch fertigstellen, das aufwendige, farbig illustrierte Sachbuch in Kupfertiefdruck: Kupfer. Das Abenteuer einer Revolution. 1969 starb er nach mehreren schweren Operationen an Krebs.

## Freunde und Weggefährten

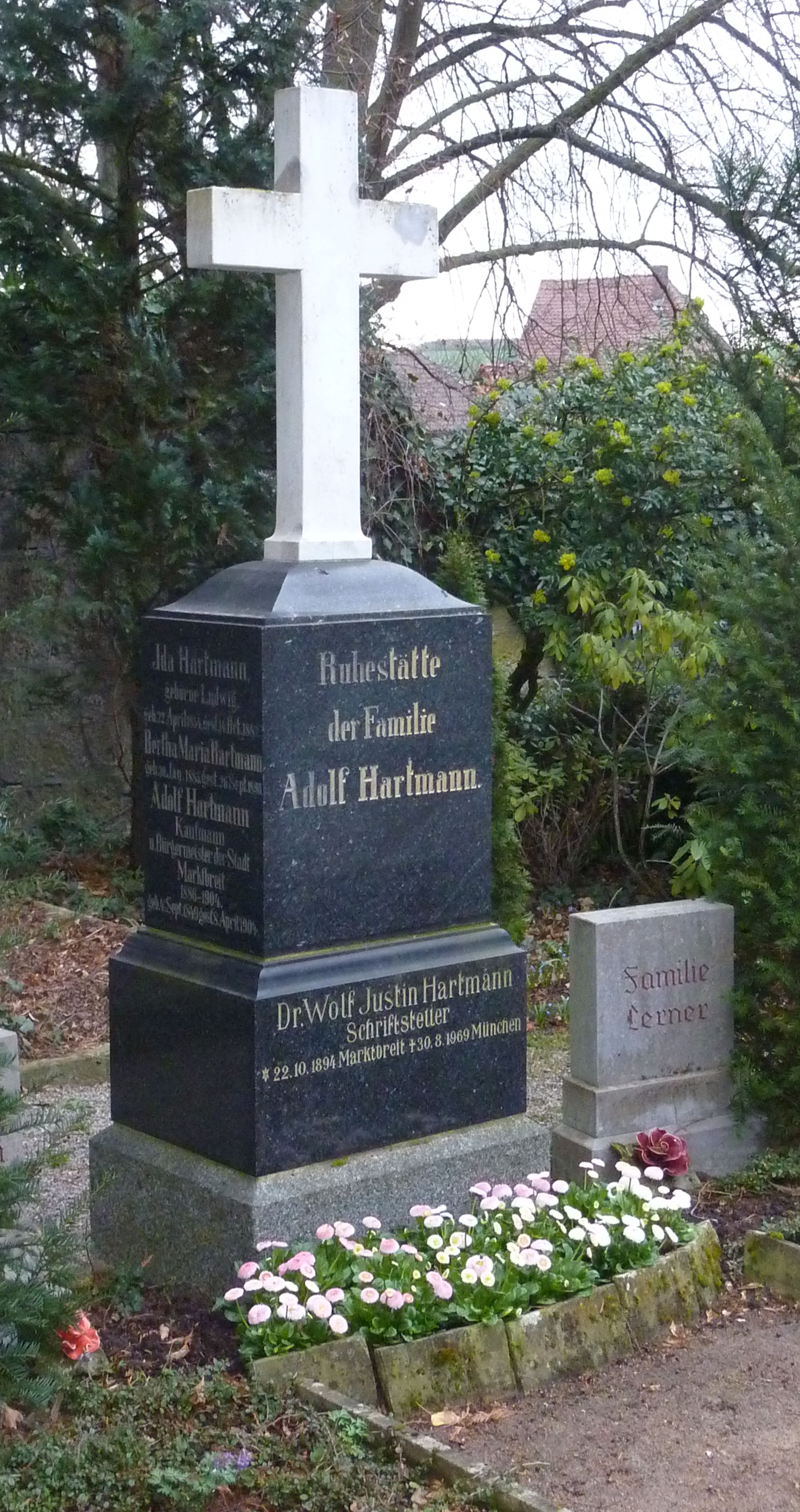
Grabstätte Hartmanns in Marktbreit

Zu ihnen zählten Heinz Held, Friedrich Wilhelm Heinz (auf der Internetseite von Heinz befindet sich ein Archivbild von Hartmann als Soldat), Hermann Sendelbach, Bernd Poieß, Ödön von Horváth, dessen Bruder, der Simplicissimus-Zeichner Lajos von Horváth, Korfiz Holm, Georg Schneider, Klaus Mehnert, Hermann Gerstner und Eugen Ott (Briefwechsel teilweise in deren Nachlässen erhalten).
Wolf Justin Hartmann hatte keine Nachkommen; erst ein Jahr vor seinem Tod heiratete er seine langjährige Freundin Franziska Weigel, die kurz nach Hartmanns Tod selbst erkrankte und sich in ein Pflegeheim begab. Einen kleinen Teil seines literarischen Nachlasses (nahezu ausschließlich Manuskripte und wenige Fotos, keine Briefe) hatte sie zuvor seinem engsten noch lebenden Freund, dem Schriftsteller und Photographen Heinz Held in Köln übergeben. Heute befindet sich dieser Teil seines Nachlasses im Besitz der Stadt Marktbreit. Eine künstlerisch hochbegabte Schwester, Anastasia Hartmann (sie entwarf den markanten Einband von Stacheldraht) hatte, wie Franziska Weigel, im diplomatischen Dienst des Deutschen Reichs gearbeitet (u. a. mit Franziska Weigel in Tokio, daher auch die Bekanntschaft und Freundschaft Hartmanns zu Klaus Mehnert und dem Diplomaten Eugen Ott). Sie starb ebenfalls ohne Nachkommen.

## Wolf Justin Hartmanns Hauptwerk
... ist die Tetralogie Die Schicksalsgeige, deren Konzept er mit Freunden wie zum Beispiel Klaus Mehnert eingehend diskutierte. Dieser Titel soll von Arnold Böcklin beeinflusst gewesen sein, der in seinem gesamten Schaffen den Tod thematisierte, mit Blick auf Hartmanns Titel besonders treffend in dem in München um 1870 entstandenen Selbstbildnis mit fiedelndem Tod, in dem der Tod nur auf einer, der (tiefsten) G-Saite spielt. In jedem dieser vier Werke ist der Tod ein Hauptakteur:
- 1. (Tod durch Unfall bzw. Zufall, "E-Saite klingt").

Durst. Zuerst als Novelle in der Sonderausgabe "Junge deutsche Dichter" der Süddeutschen Monatshefte im Mai 1935 neben Beiträgen von Ludwig Friedrich Barthel, Josef Martin Bauer u. a. (Hartmanns Beitrag nahm alleine mehr als drei Viertel des Heftes ein), dann wesentlich erweitert als Buch 1938 in der Hanseatischen Verlagsanstalt Hamburg, vier Auflagen bis Kriegsende; Gesamtauflage mindestens 25.000 Exemplare.
- 2. (Selbsttötung, "D-Saite wurde gespielt").

Mann im Mars. Hanseatische Verlagsanstalt Hamburg 1940. Fünf Auflagen, Übersetzung ins Dänische 1942 im Verlag Gyldendal (Manden i Mærset, Übers: Gustav Hermansen). Gesamtauflage 101 000 Exemplare, darunter 50.000 in einer broschierten Kriegsausgabe und 4 000 der dänischen Übersetzung.
- 3. (Tod durch Übermut, "A-Saite gab die Weise").

Das Papageiennest. Eine Urwaldgeschichte. Geschrieben als Novelle in Ich-Form bereits vor oder um 1930. Hartmann schenkte das Manuskript 1932 dem Münchener Stadtarchivleiter Hans Ludwig Held (es befindet sich zusammen mit dem Briefwechsel in der Monacensia Bibliothek). Ab dem 23. November 1947 erschien Das Papageiennest wesentlich erweitert, aber nun nicht mehr in Ich-Form geschrieben, als erster Fortsetzungsroman in der Süddeutschen Zeitung, was für die Zeitung ein großer Erfolg war, im Jahre 1948 dann abermals um Zwischen-Episoden erweitert im Stromfeld Verlag Bergedorf bei Hamburg. Mehrere Buchklubausgaben folgten bis 1956. Ab 1953 erschien Das Papageiennest im Verlag Deutscher Volksbücher, zudem 1952 eine gekürzte Ausgabe im Europäischen Jugendbuch Verlag. 1956 erschien das Buch in Belgien und den Niederlanden (Het Papegaaiennest, Übers.: Jan Willem Hofstra) bei N. V. Standaard Boekhandel, Antwerpen und Amsterdam. Insgesamt gab es mindestens 9 Ausgaben dieses Buches in 6 Verlagen; Gesamtauflage unbekannt, wahrscheinlich über 100.000 Exemplare.
- 4. (Mord, "Dunkelster Ton, G-Saite tönt").

Das Spiel an der Sulva. München: C. Bertelsmann Verlag, Gütersloh 1956, ab 1958 auch im Bertelsmann Leserring, Übersetzung ins Spanische 1958 (La partida del Sulva, Ediciones Destino, Barcelona, Übers.: Emilio Donato Prunera); deutschsprachige Auflage unbekannt, mindestens aber 5000 Stück, kommerzieller Misserfolg, laut Lizenzvertrag im Bertelsmann-Archiv 3000 Exemplare in Spanien.

### Weitere Veröffentlichungen
- Fäuste! Hirne! Herzen! Roman. Albert Langen Verlag, München 1931, eine Auflage (5000).
- Stacheldraht, Drama. Entstanden 1932, verlegt bei Kurt Scholtze Nachf. Leipzig 1934, 1937. Uraufgeführt 1937 in Köln, 1938 in Weimar (Regie: Sigfrid Sioli), eine geplante weitere Aufführung in München wurde von der dortigen NSdAP-Führung untersagt.
- Der Schlangenring. Zähne. Zu Goumiécourt in der Kirche. Drei Erzählungen. Verlag Albert Langen, Georg Müller, München 1935. Diese drei vor 1933 entstandenen Erzählungen waren bereits zuvor in zahlreichen Zeitschriften und als Rundfunksendung erschienen, mindestens drei Auflagen.
- Sie alle fielen... Gedichte europäischer Soldaten. [Hg. und Vorwort] R. Oldenbourg Verlag, München 1939. Zwei Auflagen.
- Gringo im Urwald. Südamerikanische Skizzen. Hessen Verlag Hermann Essel, Gauting 1949. Eine Auflage (5000 Exemplare).
- Ein Glanz lag über der Stadt. Roman. Verlag Deutsche Volksbücher 1952, Eine Auflage, unveränderter Nachdruck derselben sowie eine Halbleder-Buchklubausgabe in der Deutschen Buchgemeinschaft C. A. Kochs Nachf.
- "Zauber einer geliebten Stadt. Zur 800-Jahr-Feier Münchens." - Die Lesestunde. Zeitschrift der Deutschen Buch-Gemeinschaft. 34. Jahrgang Nr. 7 (Juli 1958). Darmstadt 1958, 2 ff.
- Kupfer. Das Abenteuer einer Revolution. Darmstadt: Wort und Bild Verlagsgesellschaft 1967.
- Nach Jahr und Tag. Mit einem Vorwort von Wolfgang Hartmann. Nachwort von Karl Hotz. Bamberg: Kleebaum Verlag 2009.